# Commission de recherche et d’information indépendantes sur la radioactivité
Die Commission de recherche et d’information indépendantes sur la radioactivité Association Française (CRIIRAD) – auf Deutsch: Französische Kommission für unabhängige Forschung und Information über Radioaktivität – ist ein französisches Strahlenforschungsinstitut mit Sitz in Valence im Süden Frankreichs.

## Geschichte
Die Kommission wurde im Mai 1986 von Michèle Rivasi in der Folge der Katastrophe von Tschernobyl gegründet.
Bekannt geworden ist die Kommission unter anderem durch ihre Aktivitäten seit 2003 im Zusammenhang mit dem umstrittenen (medizinischen) Vorgehen des Konzerns AREVA beim Uranerzabbau im Niger Rivasi wurde als Vorsitzende 1997 von Roland Desbordes abgelöst.